# 陈撄宁
陈撄宁（1881年1月18日—1969年5月25日），原名元善、志祥，字子修，后改名撄宁 ，道号圆顿子、撄宁子，男，安徽怀宁人，中国近代道教学者。按道教全真道龙门派系谱，他是第十九代居士。

## 生平
陈撄宁少年时学儒学，受到严格的私塾教育，熟读儒典。十岁读《神仙传》，对神仙思想非常感兴趣，家人却非常反对。15岁时，由于患病从其叔父学习中医。其间根据医书上的仙学修养法修习，身体好转，使他对中医、道教炼养方法产生了研究的兴趣。后考入就读洋务大臣左宗棠在安庆开办的安徽高等政法学堂，在这里曾受业于严复。1908年开始四处游学，遍历道教、佛教名山，曾游访九华山、茅山、武当山、崂山、怀远涂山、苏州穹窿山、湖州金盖山等，寻师访友，并钻研西方医疗科学。1912年到1914年间在上海住在姊丈乔种珊家，日往上海白云观通读《道藏》。为了有所比较，他又去杭州海潮寺阅读佛经。感到佛教修养法偏重心性，而忽略于形体，未必能达到祛病长寿的功效。于是开始深研、实践道教丹道养生法，主张宣扬此术以济世。
1916年，陈撄宁先生偕夫人吴彝珠（西医医生，曾留学美国）在上海民国路自设诊所行医。陈撄宁一边行医，一边继续研习仙道修养法并从事著述。1922年开始，与他人一起从事外丹的烧炼，同时也于上海民国路住所的静室从事笔乩长达10年，其夫人彝珠及甥女和音也予以帮助，亲友皆知，直到1932年沪战爆发遂停止。1932年以后，转为内修。30年代初，他在上海先后创办了《扬善半月刊》、 《仙道月报》及仙学院，向社会倡导仙学，得到了社会各界名流、特别是道教界的广泛拥护。所谓“仙学”，是研究人的卫生、养生、摄生和精神境界的净化，乃至身与意的统一、升华，直至再生、长生的学问。1933年以后，开始为《扬善半月刊》大量撰稿。被称为“我国当代理学大师”的马一浮教授曾多次向陈撄宁请教《周易参同契》中的疑难问题，非常佩服陈的学识，称陈为“科学神仙家”。
抗战期间，陈撄宁在沪行医，并积极救治伤员和难民。1945年，其夫人吴彝珠去世。
1953年，陈撄宁被聘请为浙江文史馆馆员，并被聘请在杭州屏风山疗养院授静功疗养法(“圓頓子靜功療養法”)，时年已72岁。
1956年参加发起筹建中国道教协会工作，翌年当选中国道教协会副会长兼秘书长。1961年被选为中国道教协会会长。论著有《黄庭经讲义》、《孙不二女丹诗注》、《灵源大道歌白话注解》、《最上一乘性命双修廿四首丹诀串述》、《论性命》、《神经衰弱静功疗养法》、《静功总说》、《道教知识汇编》、《中国道教史提纲》等。陈撄宁在道教衰微的困难条件下，弘扬了道教文化的精华。
1959年，出任第三屆全國政協委員。1961年，當選為第二屆全國道協會長。1965年1月，任第四屆全國政協委員。
1966年，文化大革命爆發，全國道協中止運作。1967年12月，寫下《身後遺囑》。
1969年，其親近弟子胡海牙被下放勞改。5月25日，陈撄宁因肺癌在北京医院病逝，享年88岁。

## 思想
陈撄宁认为道教的学术研究随着时代的变化,将会逐渐发展、自新，并长远流传。陈撄宁还提出了仙学的观念，认为仙学是一门特殊的科学，有方法可实验，有系统可以研究，有历史可以考证。《史记·封禅书》记载“黄帝且战且学仙”。“仙学”的现实意义是“益寿延年”，其最高境界是“长生久视”。认为内丹养生是道教的精华。陈撄宁提倡科学仙学: “宗教这个东西，在以后的世界上，若不改头换面，他本身就立不住。无论道教、佛教、耶教、天主教，以及其他的鬼神教坛教。一概都要被科学打倒。岂但宗教如此，连空谈的哲学也无存在之价值。”“仙道门中只讲功夫不讲福报，讲福报是门外汉。 报之一字，尚不欲闻，报尽之说，更无著落矣。”
陈撄宁先生的仙学思想的大纲是:“学理，重研究不重崇拜；功夫，尚实践不尚空谈；思想，要积极不要消极；精神，图自立不图依赖；能力，宜团结不宜分散；事业，贵创造不贵模仿；幸福，讲生前不讲死后；信仰，凭实验不凭经典；住世，是长存不是速朽；出世，在超脱不在皈依。”